# Eridolius flavicoxator
Eridolius flavicoxator là một loài tò vò trong họ Ichneumonidae.